# زوئلم
شهر زوئلم (به فرانسوی: Zwalm) در شهرستان اودنرد  در استان فلاندری شرقی  در منطقه فلاندری در کشور بلژیک واقع شده‌است.

## نگارخانه

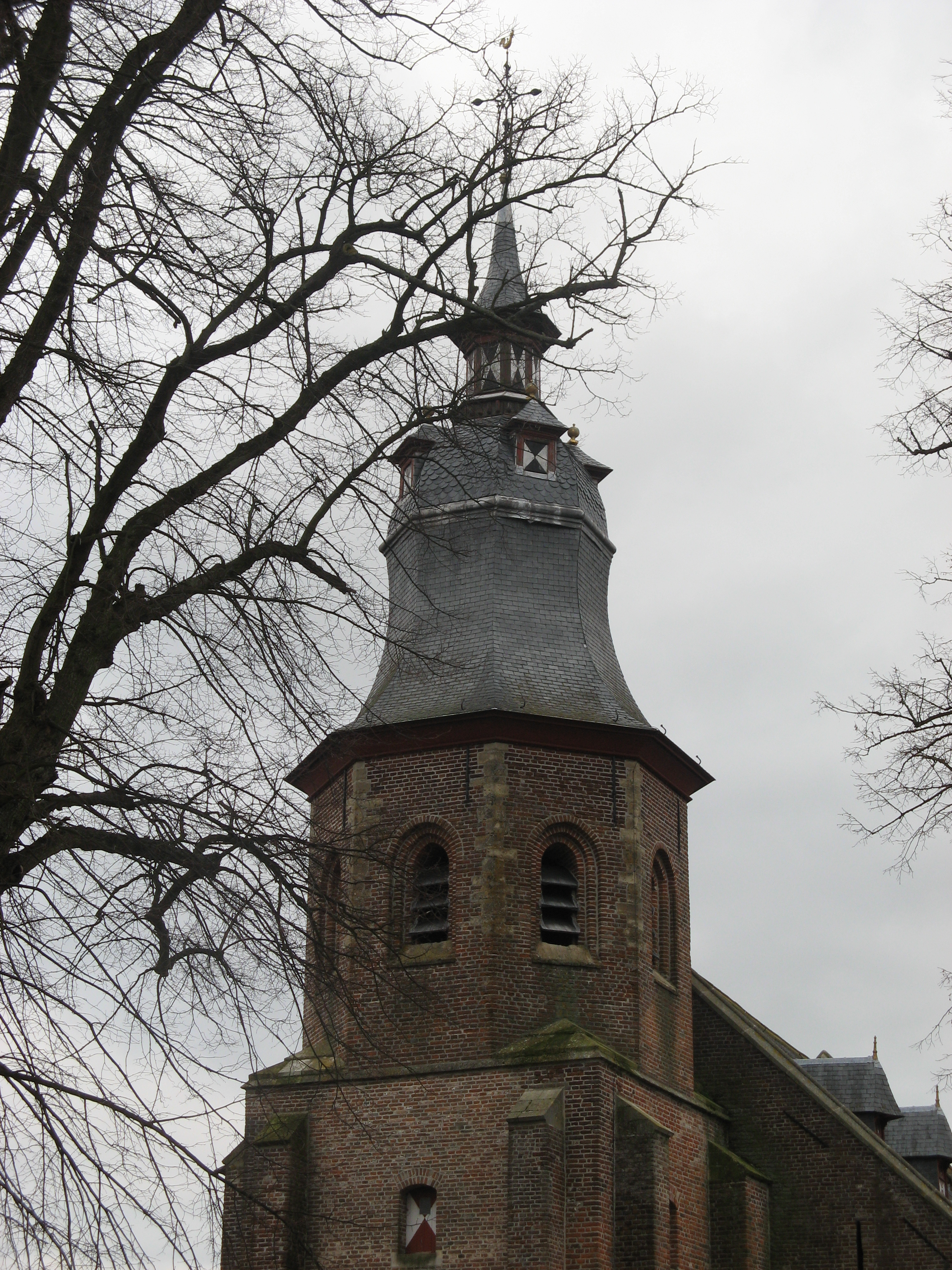